# House of M
(Scarlet, al termine di House of M)
House of M è un crossover pubblicato dalla Marvel Comics per la prima volta negli Stati Uniti fra il giugno 2005 e il gennaio 2006. Sceneggiato da Brian Michael Bendis per i disegni di Olivier Coipel, la trama s'incentra sul cambio di realtà operato da Scarlet grazie al quale ogni eroe dell'Universo Marvel vede avverato il suo più grande desiderio in un mondo in cui i mutanti sono la specie dominante, governati benevolmente da Magneto, esponente principale della Casata di M. Alla miniserie principale sono stati affiancati vari tie-in apparsi in numerose testate regolari, presentando storie di compendio atte ad allargare la prospettiva sul mondo di House of M senza però influenzare la storia principale.

## Storia editoriale
Utilizzando come pilastri gli eventi Pianeta X e Vendicatori Divisi in cui i mutanti quasi distruggono New York City e Scarlet soffre di un pericoloso crollo nervoso, lo scrittore Brian Michael Bendis costruisce la trama del crossover imponendo un cambio di realtà all'ufficiale Universo Marvel. Oltre alla principale miniserie di otto numeri, numerose serie regolari come Uncanny X-Men, Wolverine e Excalibur prendono parte all'evento sotto forma di tie-in, mentre altre vengono pubblicate in albi a parte come House of M: Spider-Man.
Al termine dell'evento nuove serie debuttano, come X-Factor e Ms. Marvel, mentre gli effetti e le conseguenze della scomparsa dei poteri di numerosi mutanti vengono descritti in miniserie quali Son of M, Generation M, X-Men: The 198 e New Avengers.

## Terra-58163
Attaccato dalle Sentinelle a Manhattan nel 1979, Magneto svela al mondo l'esistenza di una cospirazione internazionale atta a sopprimere la minaccia mutante e riceve in cambio la sovranità dell'isola di Genosha e la protezione dei mutanti su scala globale, rendendoli di fatto la specie dominante rispetto a quella inferiore degli umani o sapiens (contrariamente a quanto accade su Terra-616, ovvero l'Universo Marvel ufficiale). Creata dalla combinazione dei poteri di Scarlet e Xavier, la realtà di House of M si basa essenzialmente sui desideri più intimi dei supereroi anche se quelli di Magneto sembrano i più manifesti (l'accettazione a livello mondiale delle sue idee paranoiche sul governo e le manovre di repressione attuate nei confronti dei mutanti; l'accettazione della sua persona nella veste di eroe mutante e leader della specie; l'accettazione delle sue teorie sull'evoluzione naturale dell'Homo sapiens sapiens in Homo sapiens superior in pochi anni permettendogli di ereditare la Terra mettendo da parte gli umani).

## Trama
Intrappolata nella propria mente, Scarlet continua ad immaginare di aver dato alla luce i suoi bambini assistita dal marito Visione e circondata dai suoi cari, prima di venire riportata alla realtà da Xavier che, dietro insistenza di Magneto, tenta di farle superare i recenti crimini. Incapace di venire a capo della situazione, Xavier convoca i Vendicatori e gli X-Men alla Stark Tower per decidere il destino della donna, mentre a Genosha Quicksilver rivela al padre della riunione indetta da Xavier pregandolo di intercedere a favore della sorella altrimenti destinata alla morte. Incapaci di esprimere un voto unanime, (solo Emma Frost e Wolverine sembrano decisi ad eliminare permanentemente la minaccia), i Vendicatori e gli X-Men raggiungono Genosha dove però Xavier e il dottor Strange non avvertono più la presenza della famiglia Maximoff, e divisisi soccombono ad un'abbagliante onda di luce.
Nella scena successiva i coniugi Summers, svegliatisi presto per andare al lavoro, parlano della loro giornata salutandosi solo dopo che Emma ha confidato che il suo primo appuntamento sarà con Franklin Richards, i cui genitori sono morti in un incidente spaziale. Intanto a New York City Capitan Marvel sventa una rapina e arresta Gambit, mentre nello show di Dazzler Wonder Man glissa sulla domanda se fra lui e Carol ci sia del tenero; a Hell's Kitchen il detective Sam Wilson incontra il malvivente Luke Cage mentre indaga su chi ha mandato in coma Kingpin e contemporaneamente nell'ufficio dello psicologo Stephen Strange si svolge la seduta di terapia di Bob Reynolds. Nei laboratori Stark di Chicago il dottor Pym tenta di convincere il suo supervisore McCoy sulla possibilità di isolare il gene-X per meglio comprendere le ragioni dell'estinzione della specie umana e a Cincinnati la maestra Kitty Pryde spiega ai suoi alunni perché Namor è considerato il primo mutante della storia. Impensierita per il futuro incontro con la Casata di Magnus Tempesta si reca all'atelier parigino di Janet van Dyne per procurarsi un abito mentre in Russia il contadino Piotr Rasputin ara i campi. Svegliatosi dopo una serie di incubi, Wolverine in stato confusionale attacca senza volerlo la sua amante Mystica e fugge dalla loro cabina salendo sul ponte di comando dell'elivelivolo S.H.I.E.L.D. vedendosi circondato da una flotta recante lo stemma di Magnus.
Sbalordito di riuscire a ricordare ogni evento del suo passato, si accorge che la realtà non è come dovrebbe essere e credendosi in pericolo si lascia cadere giù dall'elivelivolo atterrando in Times Square, dove ruba una moto dirigendosi all'indirizzo della Scuola Xavier, trovandola però abitata da una normale famiglia. Deciso a trovare Xavier, convinto che possa rimettere tutto in sesto, Logan si reca alla Stark Tower dove viene però rintracciato dalla sua squadra S.H.I.E.L.D. con la quale ingaggia battaglia per poi fuggire grazie all'aiuto di Cloak, che lo teletrasporta al quartier generale di Cage dove un redivivo Occhio di Falco gli pianta una freccia in testa distruggendo il suo segnalatore di posizione, anche se troppo tardi: rintracciato il segnale, un paio di Sentinelle si recano sul luogo distruggendo l'edificio e costringendo il gruppo di Cage alla fuga. Raggiunto l'ufficio di Kingpin grazie a Cloak, Wolverine spiega agli altri ciò che crede sia successo: istigata dal padre, Scarlet avrebbe alterato la realtà rendendo i mutanti la specie dominante e dando a tutti i supereroi la vita che avevano sempre desiderato. Benché ancora scettico, visto che Scarlet è l'unica umana dei tre figli di Magneto, Cage decide di fidarsi delle parole di Wolverine, suffragate anche da quelle della giovane Layla Miller, mutante che ricorda come fosse la vita prima del cambiamento e capace di risvegliare tali ricordi anche in altri. Conscio di dover ingrossare le loro file, Wolverine convince il gruppo ad andare in casa Summers dove "risveglia" Emma e insieme decidono di distruggere la Casata di M per riportare tutto com'era prima.

Magneto e i suoi alleati. Disegni di Greg Land.

Cominciando da Ciclope, Layla con l'aiuto di Emma risveglia tutti gli eroi di cui la resistenza ha bisogno, e mentre a Genosha cominciano ad arrivare gli ospiti per la serata di gala in onore dei regnanti, Magneto visita il monumento funebre di Xavier. Raggiunta l'isola nel bel mezzo dell'evento, la resistenza ingaggia battaglia contro Magneto e i suoi alleati (re T'Challa della confederazione africana del Wakanda, Victor Von Doom sovrano di Latveria e leader dello Spaventoso Quartetto, Genis-Vell rappresentante dell'impero Kree, Tempesta regina del Kenya e re Namor di Atlantide) e contemporaneamente Emma, Layla e Cloak s'infiltrano all'interno del palazzo rinvenendo la tomba di Xavier: caduti in preda allo sconforto, Cloak rivela che il corpo non si trova al di sotto del monumento facendoli così sperare che non tutto sia perduto.
Mentre fuori infuria la battaglia e il corpo fittizio di Wanda viene distrutto, Dr. Strange in forma astrale penetra nel palazzo raggiungendo la donna nelle stanze dei suoi figli e la persuade a raccontargli dell'infruttuoso tentativo di Quicksilver di convincere il padre a perorare la sua causa e di come il suo stesso fratello le abbia suggerito di utilizzare Xavier per controllare i propri poteri e riplasmare la realtà rendendo tutti più felici. Venuto a conoscenza della colpa del figlio grazie ad Emma, Magneto lo riduce in fin di vita, finché l'arrivo di una sconvolta Wanda incapace di controllare i propri poteri non riporta la situazione alla calma guarendo il fratello e accusando il padre di non averli amati abbastanza e i mutanti di non essere il prossimo stadio dell'evoluzione bensì dei mostri. Raccolte tutte le sue energie, pronuncia il suo ultimo incantesimo riplasmando nuovamente la realtà in modo che non esistano più mutanti.
Tornato tutto alla normalità, molti dei partecipanti alla battaglia contro la Casata di M non ricordano gli ultimi avvenimenti e gli X-Men soffrono gli effetti della magia di Scarlet: mentre prima esistevano diversi milioni di mutanti, adesso non ne resta che un centinaio in tutto il mondo dando il via a quella che i media definiranno come decimazione. Alla diroccata base dei Vendicatori riappaiono fra lo stupore generale la vecchia divisa di Occhio di Falco e l'articolo che cita la sua morte infisso nel muro da una freccia. Inoltre Xavier non è rintracciabile neanche tramite Cerebro, Uomo Ghiaccio sembra aver perso i suoi poteri, Magneto mutilato del suo gene-X viene abbandonato dagli X-Men in una desolata Genosha, Wanda priva di memoria si gode una vita tranquilla alle pendici del monte Wundagore e un enorme concentrato di energia mutante sorvola il pianeta.

### Tie-in
- House of M: Spider-Man numeri 1-5, testi di Mark Waid e disegni di Salvador Larroca (in Italia pubblicato su Marvel Crossover n. 42).
- House of M: Fanstic Four numeri 1-3, testi di John Layman e disegni di Scott Eaton (in Italia pubblicato su Special Events n. 53).
- House of M: Iron Man numeri 1-3, testi di Greg Pak e disegni di Pat Lee (in Italia pubblicato su Iron Man e i Vendicatori n. 85).
- House of M: Avengers nn.1-5, testi di Christos N. Gage e disegni di Mike Perkins (in Italia pubblicato su Marvel Mix n. 72).
- House of M: Civil War numeri 1-4, testi di Christos N. Gage e disegni di Andrea Di Vito (in Italia pubblicato su Marvel Mix n. 76).
- House of M: Masters of Evil numeri 1-4, testi di Christos N. Gage e disegni di Manuel Garcia (in Italia pubblicato su Marvel Mix n. 87).
- Black Panther n. 7, testi di Reginald Hudlin e disegni di Trevor Hairsine (in Italia pubblicato su Special Events n. 53).
- Incredible Hulk numeri 83-86, testi di Peter David e disegni di Jorge Lucas (in Italia pubblicato su Devil&Hulk numeri 119-122).
- Mutopia X numeri 1-5, testi di David Hine e disegni di Lan Medina (inedito in Italia).
- Uncanny X-Men numeri 462-465, testi di Chris Claremont e disegni di Alan Davis (in Italia pubblicato su Gli Incredibili X-Men numeri 190-193).

- Wolverine numeri 33-35, testi di Daniel Way e disegni di Javier Saltares & Mark Texeira (in Italia pubblicato su Wolverine n. 198).
- New X-Men: Academy X numeri 16-19, testi di Nunzio DeFilippis & Christina Weir e disegni di Aaron LoPresti (in Italia pubblicato su Marvel Mega n. 37).
- Exiles numeri 69-71, testi di Tony Bedard e Paul Pelletier (in Italia pubblicato su X-Men Deluxe numeri 140-141).
- Excalibur numeri 13-14, testi di Chris Claremont e disegni di Aaron LoPresti (in Italia pubblicato su Marvel Mega n. 35).
- Captain America n. 10, testi di Ed Brubaker e disegni di Lee Weeks (in Italia pubblicato su Thor e i Nuovi Vendicatori n. 87).
- New Thunderbolts n. 11, testi di Fabian Nicieza e disegni di Tom Grummett (inedito in Italia).
- The Pulse n. 10, testi di Brian Michael Bendis e disegni di Michael Lark (in Italia pubblicato su L'Uomo Ragno n. 439).
- Cable & Deadpool n. 17, testi di Fabian Nicieza e disegni di Patrick Zircher (inedito in Italia).
- Giant-Size Ms. Marvel n. 1, testi di Brian Reed e disegni di Rob De La Torre.

## Personaggi
Numerosi personaggi hanno subito cambiamenti che ne hanno stravolto la vita e il ruolo nell'universo creato da Scarlet, tanto che alcune figure di secondo piano nell'Universo Marvel classico sono divenuti protagonisti e viceversa molti grandi eroi sono stati relegati ai margini.
- Apocalisse, persa la battaglia contro Magneto per guidare la specie mutante, accetta il compito di liberare le centinaia di mutanti rinchiusi nelle prigioni americane e come ricompensa ottiene la maggior parte dei territori del Nord Africa in cui schiavizza i Sapiens.
- Alfiere è un poliziotto dislocato a NYC incaricato di sorvegliare l'area di Hell's Kitchen dove viene però ferito gravemente dal criminale Fitzroy che poi uccide. Passati tre anni in coma ricorda poco del suo passato, e tornato in servizio dopo essersi svegliato comincia una ricerca ossessiva per venirne a capo.
- Bestia è uno scienziato alle Stark Industries e collega di Hank Pym. È l'unico a non avere atteggiamenti razzisti nei confronti dei Sapiens.
- Luke Cage mentre si trovava in prigione è stato utilizzato come cavia di un progetto per l'acquisto di poteri tramite esperimenti governativi. Riuscito a fuggire si è stabilito a Hell's Kitchen dove guida un gruppo di criminali non-mutanti, i Sapiens.
- Capitan America è un vecchio novantenne che vive in solitudine nel Bronx. Divenuto astronauta dopo aver rinunciato al suo ruolo di supereroe, poiché si rifiutò di testimoniare contro Namor e Toro davanti ad una commissione antimutante, ha per anni sostenuto la convivenza tra umani e mutanti ma quando si pronunciò contrario alla politica di Magneto venne emarginato dalla comunità mutante.
- Capitan Bretagna al termine della guerra umani-mutanti ha accettato la posizione di Re del Regno Unito guidandolo in un'era di pace e prosperità dove mutanti e Sapiens vivono in armonia. Ha sposato la mutante elementale Meggan.
- Ciclope è sposato con Emma Frost e lavora come pilota.
- Cloak dopo essere giunto a NYC è stato utilizzato come soggetto per la sperimentazione di una nuova droga capace di donare superpoteri. Salvata la vita di Cage quando questi assaltò la sede dove veniva sperimentata la sostanza, venne preso sotto l'ala del nuovo padrone di Hell's Kitchen ed utilizzato come principale mezzo di trasporto grazie ai suoi poteri.
- Colosso risiede in Russia con la famiglia e si occupa di agricoltura.
- Dazzler, dopo un passato come reginetta del pop, ha deciso di intraprendere la carriera televisiva conducendo un talk show.
- Destino allo scoppio della guerra umani-mutanti decise di allearsi subito con Magneto vista la superiore forza bellica e al termine del conflitto è stato insignito del titolo di sovrano di Latveria. Benché sua madre sia ancora viva e continui a consigliarlo, Victor e la sua famiglia vengono utilizzati come squadra d'assalto: è infatti a capo dello Spaventoso Quartetto di cui fanno parte la Cosa ovvero un Ben Grimm costretto a vivere come un animale, la Donna Invincibile (sua moglie Valeria) e la Torcia (suo figlio Kristoff). Ha sviluppato un'armatura in grado di diventare metallo liquido e assumere qualsiasi forma.
- Donna Ragno (Jessica Drew) è l'unica umana presente nella Guardia Rossa dello S.H.I.E.L.D. guidata da Wolverine.
- Dr. Octopus è uno scienziato atomico assunto dal governo U.S.A. per trovare una cura alle mutazioni. Scoperto però che il gene-X garantiva l'immunità alla maggior parte delle malattie che colpivano i Sapiens cercò di innestarlo nel DNA umano fino a quando ogni manipolazione genetica su materiale mutante lo proibì. Da allora cerca di sintetizzare un gene-X artificiale.
- Falcon è un detective della polizia di New York.
- Forge è uno scienziato delle Stark Enterprises e uno dei più fidati dipendenti di Tony Stark.
- Emma Frost nata in una famiglia abbiente dell'alta società di Boston, è stata artefice, assieme alle altre due sorelle telepati, dell'accumulo delle ricchezze dovute all'improvvisa salita al potere dei mutanti. Stanca di utilizzare il proprio potere per fare soldi ha deciso di dedicarsi alla cura dei più piccoli diventando assistente sociale. In uno dei tanti viaggi verso la tenuta in Alaska della famiglia ha incontrato Scott Summers, con cui si è sposata.
- Gambit è un ladro.
- Hood è il leader dei Signori del male, un gruppo di Sapiens in aperta ostilità con la Casata di M. Liberato il Sud America dalla dittatura di El Toro e dei fratelli Jeffries, i Signori vengono in ultimo sterminati dalla Guardia Rossa.
- Hulk, ovvero Bruce Banner, è stato arruolato dall'esercito americano allo scoppio della guerra umani-mutanti con lo scopo di creare un esercito dotato di superpoteri. A causa degli scarsi risultati conseguiti e delle pressioni del generale Ross, Banner prese delle scorciatoie durante i suoi esperimenti che portarono all'incidente che lo trasformò in un gigante verde. Distrutta la base in cui svolgeva le sue ricerche fuggì, sconfiggendo Ross e i suoi soldati a San Diego prima di allontanarsi dagli U.S.A. per raggiungere l'Australia e insediarsi in una tribù di aborigeni. Visitato da Magneto, che lo credeva un mutante, declinò il suo invito ad unirsi a lui temendo la devastazione che avrebbe potuto generare.
- Iron Man ha ereditato l'impresa di famiglia, la Stark Enterprises, e partecipa al reality show Sapiens Death Match dove gli esseri umani si sfidano in spericolate battaglie con armature ipertecnologiche: grazie alla sua destrezza in questo particolare sport sventa un attentato terroristico anti-mutanti guadagnandosi la stima da parte della comunità, Magneto in primis.
- Karma è un'insegnante al New Mutant Leadership Institute nota per i suoi sentimenti pro-Sapiens e il malcontento per la politica mutante dominante.
- Madame Web è stata reclutata dallo S.H.I.E.L.D. prima dello scoppio della guerra umani-mutanti rivelandosi indispensabile per conoscere in anticipo le mosse dei nemici grazie al suo dono di preveggenza.
- Magik è una recluta S.H.I.E.L.D. appartenente alla squadra dei Satiri. Poco prima che Scarlet riportasse la realtà sui giusti binari si teletrasportò nel Limbo dando così modo al demone Belasco di riportarla in vita nell'universo ufficiale di Terra-616.
- Magneto dopo aver dato il via alla guerra umani-mutanti che ha portato la sua specie a dominare sui Sapiens è stato insignito del titolo di Re di Genosha e maggior leader mondiale.
- I Marauders sono un gruppo di agenti sotto copertura guidati da Callisto: fra di essi si contano T-Rex, Mammomax, Blob, Banshee, Sunder, Black Tom e Calibano.
- Marrow è un'agente della Guardia Rossa. Incaricata di catturare la banda di Hood a Santo Rico venne poi uccisa da quest'ultimo dopo aver dato una mano a Rogue ad eliminare l'Uomo Sabbia.
- Marvel Girl è la dama di compagnia e guardia del corpo della principessa britannica Psylocke.
- Matt Murdock è un normale avvocato. Ha una relazione sessuale con Jennifer Walters.
- Mimo è stato reclutato da Graydon Creed, assieme a Nuke e all'agente Barnes, per infiltrarsi a Genosha e distruggerla.
- Danielle Moonstar è un'agente S.H.I.E.L.D. incaricata di addestrare i Satiri. Benché abbia perso l'occhio sinistro in un attentato anti-mutante continua a schierarsi in prima linea per compiere il proprio dovere.
- Moon Knight è stato un boxer di successo fino allo scoppio della guerra umani-mutanti quando gli sport furono cancellati definitivamente. Arruolatosi nei Marines e poi in una squadra speciale della CIA, venne dato per morto durante una missione in Egitto contro Apocalisse. Risvegliatosi in un tempio egizio con strani poteri decise di andare a NYC dove si dedicò alla box clandestina fino a quando i suoi poteri non si manifestarono pubblicamente e, terrorizzato per la propria vita, venne reclutato da Cage.
- Ms. Marvel è la più grande supereroina del mondo. Benché abbia combattuto a fianco dello S.H.I.E.L.D. durante la guerra, ha accettato di diventare una spia del fronte mutante per conto di Magneto che dopo aver vinto l'ha ricompensata elargendole il titolo di Capitan Marvel.
- Mystica è stata una vagabonda per la maggior parte della sua vita utilizzando i suoi poteri per ottenere ciò che desiderava. Al termine della guerra umani-mutanti venne reclutata da Sebastian Shaw nello S.H.I.E.L.D., cominciando una relazione con il suo superiore Wolverine. In una missione precedente alla miniserie, si scopre che ha cercato di creare una guerra fittizia per Wolverine, facendosi passare per Nick Fury, deceduto da anni. Quando Sebastian Shaw lo scopre, la punisce incaricandola di riportare Wolverine (appena scappato dall'elivelivolo) in custodia.
- Namor è il re di Atlantide ed è sposato con Lady Norma, morta nella realtà ufficiale. Alleato della Casata di M, preferisce trascorrere il suo tempo lontano dal mondo di superficie.
- I New X-Men, divisi fra il New Mutants Leadership Institute e le reclute S.H.I.E.L.D. della squadra dei Satiri, sono fra loro in pessimi rapporti. Nonostante siano membri di due squadre rivali, David Alleyne e Noriko Ashida si frequentano e quando Noriko viene sospesa dalla squadra dei Satiri per non farla partecipare ad una missione che ha lo scopo di uccidere suo padre, terrorista anti-mutante, chiede aiuto a David per salvarlo. I Nuovi Mutanti scoprono che i terroristi si stanno opponendo ad un programma del governo giapponese chiamato Genesis intenzionato a trasformare i Sapiens in mutanti forzandone l'evoluzione. Impegnati a far fuggire le cavie, difendendoli dagli attacchi delle truppe dell'imperatore Sole Ardente, sono consci che probabilmente moriranno tutti nello scontro.
- Nightcrawler dopo essersi nascosto con la madre Mystica durante la guerra umani-mutanti crebbe nella base S.H.I.E.L.D. dove lei prestava servizio. Entrato nell'agenzia appena possibile divenne parte della squadra guidata da Wolverine.
- Northstar è un agente S.H.I.E.L.D. responsabile dell'addestramento dei Satiri. Come quasi tutti i mutanti supporta la Casata di Magneto e la sua politica.
- Occhio di Falco e suo fratello Bernard sono fuggiti di casa ancora adolescenti per unirsi al circo. Mentre il fratello decideva di arruolarsi nello S.H.I.E.L.D., Clint continuò a far pratica con arco e frecce fino allo scoppio della guerra umani-mutanti. Scoperta la morte del fratello durante il conflitto, giurò odio eterno ai mutanti e durante un viaggio a NYC venne arruolato da Cage nella sua organizzazione.
- Pantera Nera è il re della potente e antica nazione del Wakanda. In gioventù Ororo gli salvò la vita in un attentato terroristico, ma quando le chiese di sposarlo lei declinò rimanendo però sua amante. Benché all'inizio della guerra umani-mutanti il Wakanda rimase neutrale, al termine decise di schierarsi con la Casata di M poiché spaventato dall'enorme potere dimostrato.
- Polaris, orfana senza dimora, è stata testimone dell'ascesa al potere di Magneto quando i suoi poteri si svilupparono. Reclutati un gruppo di ragazzi decise di seguire gli ideali del Signore del Magnetismo fino a quando non si trasferì a Genosha dove conobbe Magneto in persona che anche grazie alla natura dei suoi poteri la riconobbe come sua figlia.
- Kitty Pryde ha deciso di diventare un'insegnante di scuola elementare invece di entrare a far parte dello S.H.I.E.L.D. dietro proposta di Sebastian Shaw.
- Psylocke è la principessa delle isole britanniche, sorella del monarca. In realtà sarebbe dovuta essere lei a regnare, perché di qualche minuto più grande del fratello, ma la sua sete d'avventura la portò ad abdicare in suo favore preferendo difendere il regno con l'amica nonché dama di compagnia Rachel Grey.
- Frank Castle è stato marine durante la guerra, poi si è congedato senza trovare lavoro; durante il fatidico picnic al parco, riuscì a salvare la sua famiglia uccidendo i criminali; venne arrestato ma scarcerato per intercessione di John Proudstar, capo di una task force mutante che aveva il compito di arrestare i ribelli di Luke Cage; fu inserito in squadra come tentativo di migliorare le relazioni tra umani e mutanti, ma decise di passare con Cage quando si rese conto che Proudstar era diventato troppo violento e spietato (similmente a come Castle è nella realtà originale).
- Henry Pym è stato assunto alle Stark Industries dopo la morte della moglie Maria che si trovava a bordo di un aereo quando una Sentinella ci si schiantò contro. Ossessionato dal trovare un modo di impedire l'estinzione della specie umana, ha cominciato a pensare di studiare il gene-X anche se ben conscio delle leggi che lo proibiscono.
- Quicksilver è l'erede al trono del padre e il secondo membro più importante della Casata di M. È sinceramente innamorato della regina del Kenya Ororo ed ha un difficile rapporto con il padre che si mostra sempre freddo nei suoi confronti.
- Franklin Richards è l'orfano dei coniugi e astronauti Reed e Susan Richards morti in un incidente spaziale, ora in cura da Emma Frost.
- Rogue, orfana a causa della morte dei genitori durante le prime fasi della guerra umani-mutanti, fu presa in custodia dallo S.H.I.E.L.D. ed addestrata nell'uso dei suoi poteri. Adottata da Mystica, con la quale ha sviluppato un profondo rapporto, è stata promossa fino a diventare agente della Guardia Rossa guidata da Wolverine.
- Sabretooth è un sicario al servizio di Magneto ingaggiato per uccidere re T'Challa.
- Sentry è un normale padre di famiglia in cura però dallo psichiatra Stephen Strange.
- Sebastian Shaw è stato posizionato da Magneto a capo dello S.H.I.E.L.D. come ricompensa per la sua lealtà durante la guerra umani-mutanti e per il contributo nella creazione e produzione delle Sentinelle.
- Sinistro vive in una fattoria ed alleva un piccolo Cable fino all'arrivo di Deadpool, Siryn e Cannonball, quando mostra il suo lato malvagio. Ripresosi il bambino, i tre ritornano alla realtà di Terra-616.
- Sole Ardente è l'imperatore del Giappone.
- Johnny Storm è un partecipante del Sapiens Death Match.
- Dr. Strange è un quotato psichiatra.
- Tempesta è la regina del Kenya. Benché durante la guerra umani-mutanti non si schierò continuando a utilizzare i suoi poteri per far diventare l'Africa una potenza mondiale, al termine del conflitto Magneto le permette di mantenere il titolo anche se trova bizzarre le sue posizioni sui diritti dei Sapiens. Corteggiata da Quicksilver, che ne è innamorato, Ororo continua a rimanere l'amante d T'Challa.
- Toad è un'agente della Guardia Rossa dello S.H.I.E.L.D. guidata da Wolverine e fedele sostenitore di Magneto, al fianco del quale ha combattuto fino alla battaglia finale svoltasi in Central Park.
- Unus è un agente speciale della Casata di M, assieme a Exodus, Pyro e Svanitore, inviato in Australia per prenderne il controllo. Dopo essersi scontrato con Hulk viene spedito in ospedale.
- Uomo Ghiaccio è uno dei Cavalieri della Apocalisse che lo aiutano nell'attacco al Wakanda. Confrontatosi con Freccia Nera alle porte del castello di T'Challa viene spazzato via, con esiti sconosciuti, quando questi pronuncia una sola sillaba.
- L'Uomo Ragno è un wrestler di successo, è sposato con Gwen Stacy, ha un figlio di nome Richie (da suo padre Richard) e sia zio Ben che il capitano Stacy, entrambi vivi, più zia May fanno parte del suo entourage. Contrariamente a quanto sostenuto pubblicamente, non è un mutante e perde tutta la sua credibilità quando J. Jonah Jameson, a cui Goblin ha consegnato il diario segreto di Peter, rivela al mondo il segreto dell'Uomo Ragno. Quando Peter scompare, Gwen e i suoi amici (Rhiho, Electro, Avvoltoio e Ox) mettono in trappola Goblin per scoprirne la sua identità scoprendo che Peter in qualche modo ha sviluppato una seconda personalità che ha scritto il diario per sfogare il suo senso di colpa per aver mentito a tutti.
- Jennifer Walters è un comune avvocato. Benché mostri il suo aspetto "hulkesco", la sua appartenenza alla specie mutante è sconosciuta. Ha una relazione sessuale con Matt Murdock.
- Wanda Maximoff è l'unica figlia umana di Magneto e gemella di Quicksilver, sempre protettivo nei suoi confronti. Benché abbia due figli, il nome del padre rimane sconosciuto anche se è ipotizzato che possa essere Wonder Man.
- Janet Van Dine è una famosa stilista di alta moda.
- Wolverine è a capo della Guardia Rossa dello S.H.I.E.L.D., agli ordini del direttore Sebastian Shaw, ed ha alle sue dipendenze una squadra composta da Nightcrawler, Donna Ragno, Rogue e Mystica con la quale ha una relazione. Wanda ha esaudito il suo più grande desiderio, quello di recuperare tutti i suoi ricordi, per cui è l'unico al mondo a ricordare la realtà precedente. Dopo il ritorno alla realtà di Terra-616, conserverà i suoi ricordi, portando agli eventi della maxiserie Origins.
- Wonder Man è una superstar di Hollywood noto per frequentare Capitan Marvel e aver forse concepito due figli con Wanda della Casata di M.
- Charles Xavier è stato il più fidato sostenitore e consigliere di Magneto fin dallo scoppio della guerra umani-mutanti anche se con riserve nei confronti di alcune sue idee. Dopo aver liberato la popolazione dell'isola di Genosha non è più stato visto e di lui rimane soltanto un monumento funebre nel palazzo della Casata di M recante l'epitaffio «Morto affinché Genosha potesse vivere». Cloak scopre durante la battaglia finale che la tomba sottostante è vuota.

## Incongruenze
Essendo una saga lunga e articolata, affidata oltre che allo sceneggiatore principale anche a tutti quelli di contorno per le varie storie di back-up e approfondimento di questo universo, House of M presenta alcune piccole incongruenze in particolare per quel che riguarda i tie-in difficilmente collocabili all'interno della storia principale, tanto che in certi casi risulta proprio impossibile (come quello dell'Uomo Ragno). Inoltre alcuni personaggi appaiono più volte ricoprendo diversi ruoli: è il caso di Nightcrawler che è principalmente un agente S.H.I.E.L.D. ma anche uno dei Cavalieri della Apocalisse.
Un caso a sé è rappresentato dall'errore in cui Sentry, nominato solo attraverso il nome "Bob" durante una seduta con lo psicologo Stephen Strange, viene confuso nelle note italiane per l'Uomo Ghiaccio, noto anche come Robert "Bobby" Drake (che in questa realtà ricopre il ruolo di Cavaliere della Apocalisse).

## Conseguenze
La conseguenza principale di House of M è l'evento Decimazione, che riporta le difficoltà sofferte sia dai mutanti superstiti che di quelli depotenziati, dipanatosi tra le miniserie Generation M, Son of M, X-Men: The 198 e Sentinel Squad O*N*E nonché sulle testate regolari X-Men (seconda serie) sceneggiata da Peter Milligan e New X-Men di Chris Yost & Craig Kyle. Utilizzato l'ultimo arco narrativo di Excalibur come prologo di House of M, la Marvel decise di rilanciare la testata con il titolo di New Excalibur, ambientando il tutto a Londra e seguendo le vicende di Capitan Bretagna.
Il decisivo cambiamento dello status quo di Wolverine, ora in grado di ricordare ogni momento della sua vita, ha portato alla saga Origins And Endings sul mensile omonimo scritta da Daniel Way servita da prologo per il lancio della nuova testata regolare Wolverine: Origins. Nuovo inizio anche con la terza serie di X-Factor con i testi di Peter David, tra le cui file si contano Uomo Multiplo, Forzuto, Wolfsbane e la giovane Layla Miller che ha esordito proprio in House of M, con il compito di scoprire le cause della decimazione. Anche la nuova serie di Ms. Marvel prende spunto da House of M, dato che Carol riscopre l'ebbrezza di essere una supereroina. Nell'arco narrativo di New Avenger intitolato Il Collettivo viene mostrato che fine fanno le energie mutanti che sono state cancellate.
House of M non ha avuto ripercussioni sull'Uomo Ragno: al termine del crossover, all'interno delle sue serie regolari (Friendly Neighborhood Spider-Man, Sensational Spider-Man e Amazing Spider-Man), si stava svolgendo la breve saga L'Altro, che ne stava ridefinendo lo status quo. È stato preferito dunque non aggiungere ulteriori sviluppi alle sue vicende.
Altre idee non sono state invece accettate dalla dirigenza Marvel: ad esempio cambiare l'aspetto di Bestia, da felino nuovamente a primate, o far assorbire permanentemente a Rogue i poteri di Capitan Marvel.
Scarlet sarà ancora un elemento importante in un arco narrativo che ha forti fondamenta in House of M, sebbene del 2010: La Crociata dei Bambini, scritta da Allan Heinberg e disegnata da Jim Cheung.

## Curiosità
House Of M ha fatto correre il rischio di una denuncia alla Marvel da parte dei regnanti di Spagna poiché il disegnatore Mike Mayhew realizzò una copertina per The Pulse: House of M Special Edition utilizzando per il volto di Magneto una foto del re Juan Carlos, che ha ritenuto offensivo essere accostato ad un criminale. Alla fine si optò per un'altra copertina, con un primo piano di Magneto in una posa differente.